# Apalachin
Apalachin is een census-designated place in de stad Owego in Tioga County, New York, Verenigde Staten. Volgens de census van 2010 was het inwonersaantal op dat moment 1131. De plaats is vernoemd naar de nabijgelegen Apalachin kreek. Apalachin betekent "vanwaar de berichtgever terugkeerde" in het Lenape. Op 14 november 1957 werd er door de Bufalino misdaadfamilie de Conferentie van Apalachin georganiseerd waarbij tientallen hoog geplaatste maffiosi bijeenkwamen om de toekomst van de misdaad te bespreken.